# Portugiesische Volleyballnationalmannschaft der Frauen
Die portugiesische Volleyballnationalmannschaft der Frauen ist eine Auswahl der besten portugiesischen Spielerinnen, die den portugiesischen Volleyballverband Federação Portuguesa de Voleibol (FPV) bei internationalen Turnieren und Länderspielen repräsentiert.

## Geschichte

### Weltmeisterschaften
Portugal konnte sich bisher noch nie für eine Volleyball-Weltmeisterschaft qualifizieren. Bei der Qualifikation zur WM 2018 gewann die Mannschaft drei Spiele, verpasste aber als Gruppendritter den Einzug in die nächste Runde.

### Olympische Spiele
Portugal nahm noch nie an einem olympischen Volleyballturnier teil.

### Europameisterschaften
An einer Europameisterschaft war Portugal bisher einmal beteiligt – 2019. Man belegte den letzten, 24. Platz.

### World Cup
Am Volleyball World Cup war Portugal bisher nicht beteiligt.

### World Grand Prix
Auch der Volleyball World Grand Prix fand bisher ohne Portugal statt.

### Europaliga
Portugal nimmt bei der Europaliga 2017 erstmals an diesem Wettbewerb teil. In der Vorrunde war die Mannschaft Gastgeber des Turniers in Matosinhos, verpasste aber die Qualifikation für das Halbfinale. Am Ende Stand das bislang beste Ergebnis mit Platz sieben.